# 奎格利 (蒙大拿州)
奎格利（英語：Quigley）是位於美國蒙大拿州格拉尼特縣的非建制地區。

## 歷史
奎格利的郵局於1896年設立，其後於1900年停運。

## 地理
奎格利所處的海拔為高於海平面1174米（即3852英呎），而該地所採用的時區為UTC-7，即北美山地時區（MST）。同時該地設有夏令時間，為UTC-7調快一小時，即UTC-6（MDT）。